# Estancia de Bordos
Estancia de Bordos är en ort i Mexiko.   Den ligger i kommunen San Juan del Río och delstaten Querétaro Arteaga, i den sydöstra delen av landet, 140 km nordväst om huvudstaden Mexico City. Estancia de Bordos ligger 2 174 meter över havet och antalet invånare är 460.
Terrängen runt Estancia de Bordos är huvudsakligen kuperad, men åt sydost är den platt. Runt Estancia de Bordos är det ganska tätbefolkat, med 192 invånare per kvadratkilometer. Närmaste större samhälle är San Juan del Río, 11,1 km nordost om Estancia de Bordos. I omgivningarna runt Estancia de Bordos växer huvudsakligen savannskog.